# 지로나 FC
지로나 FC(Girona Futbol Club, S.A.D.)는 스페인 카탈루냐 지방의 도시 지로나를 연고로 하는 축구 클럽으로 현재 라리가에서 활동하고 있다.

## 클럽 역사
지로나 지역에는 우니오 에스포르티바 지로나(Unió Esportiva Girona)가 있었지만 재정적인 문제로 해산된 이후 그 팀을 이어 1930년 7월 23일 지로나 FC가 창설 되었으며 카탈루냐 챔피언십 2부 리그에 가입하였다. 
1933-34 시즌 테르세라 디비시온(당시 3부리그, 현 4부리그)에서 우승하며 세군다 디비시온(2부리그)로 승격한 이후 2부 리그와 3부 리그를 오가는 기간이 대부분을 차지 했으며 1970년대 후반과 1990년대에는 4부와 5부리그까지 강등하기도 했다.
그리고 라리가 2017-18 시즌을 통해 구단 창단 후 첫 1부리그 승격에 성공했음에도 불구하고 불과 2시즌만에 강등된 이후 세군다 디비시온 2021-22 시즌 승격 플레이오프에서 우승을 차지하면서 1시즌만에 라리가 승격을 확정지었다. 
이후 라리가 2023-24 시즌에서 3위라는 지로나 FC 구단 역사상 스페인 최상위 리그 역대 최고 성적과 더불어 창단 첫 UCL 진출이자 첫 유럽 클럽 대항전 진출이라는 쾌거를 이뤄냈으며 코파 델 레이에서는 2018-19 시즌과 2023-24 시즌에 8강에 오르는 성과를 거두었다.

## 선수 명단

### 현재 선수 명단
2024년 8월 30일 기준
참고: FIFA 자격 규정에 따라 소속된 국가대표팀 국기를 표시합니다. 선수는 복수의 FIFA 비회원국 국적을 가지고 있을 수 있습니다.
| 번호 | 포지션 | 국적       | 이름                                  |
| ---- | ------ | ---------- | ------------------------------------- |
| 1    | GK     |            | 후안 카를로스                         |
| 3    | DF     |            | 미겔 구티에레스                       |
| 4    | DF     |            | 아르나우 마르티네스                   |
| 5    | DF     |            | 다비드 로페스                         |
| 6    | MF     |            | 도니 판 더 베이크                     |
| 7    | FW     | 우루과이   | 크리스티안 스투아니 (주장)            |
| 8    | MF     | 우크라이나 | 빅토르 치한코우                       |
| 9    | FW     |            | 아벨 루이스                           |
| 10   | MF     | 콜롬비아   | 야세르 아스프리야                     |
| 11   | FW     |            | 아르나우트 단주마 (비야레알에서 임대) |
| 13   | GK     |            | 파울로 가사니가                       |
| 14   | MF     |            | 오리올 로메우 (바르셀로나에서 임대)   |

| 번호 | 포지션 | 국적         | 이름                               |
| ---- | ------ | ------------ | ---------------------------------- |
| 15   | DF     |              | 후안페                             |
| 16   | DF     |              | 알레한드로 프란세스                |
| 17   | DF     |              | 데일리 블린트                      |
| 18   | DF     | 체코         | 라디슬라프 크레이치                |
| 19   | FW     | 북마케도니아 | 보얀 미오프스키                    |
| 20   | FW     |              | 브리안 힐 (토트넘 홋스퍼에서 임대) |
| 21   | MF     | 베네수엘라   | 양헬 에레라                        |
| 22   | MF     | 콜롬비아     | 혼 솔리스                          |
| 23   | MF     |              | 이반 마르틴 (부주장)               |
| 24   | FW     |              | 포르투                             |
| 25   | GK     |              | 파우 로페즈 (마르세유에서 임대)    |
| 27   | FW     |              | 가브리엘 미세후이                  |

### 임대 선수 명단
참고: FIFA 자격 규정에 따라 소속된 국가대표팀 국기를 표시합니다. 선수는 복수의 FIFA 비회원국 국적을 가지고 있을 수 있습니다.
| 번호 | 포지션 | 국적 | 이름                                |
| ---- | ------ | ---- | ----------------------------------- |
| —    | GK     |      | 토니 푸이디아스 (카르타헤나로 임대) |
| —    | DF     |      | 발레리 페르난데스 (마요르카로 임대) |
| —    | MF     | 말리 | 이브라히마 케베 (로멀로 임대)       |

| 번호 | 포지션 | 국적   | 이름                            |
| ---- | ------ | ------ | ------------------------------- |
| —    | FW     | 모로코 | 일랴스 샤이라 (오비에도로 임대) |
| —    | FW     |        | 호엘 로카 (미란데스로 임대)     |

## 역대 감독
| 감독                         | 임기      |
| ---------------------------- | --------- |
| 프란시스코 브루              | 1937~1939 |
| 다고베르트 몰                | 1965~1966 |
| 도메네크 토렌트              | 2005~2006 |
| 리카르도 로드리게스          | 2007      |
| 루비 시실리아                | 2012~2013 |
| 리카르도 로드리게스          | 2013      |
| 파블로 마친                  | 2014~2018 |
| 에우세비오 사크리스탄        | 2018~2019 |
| 후안 카를로스 운수에         | 2019      |
| 프란시스코 로드리게스 빌체스 | 2020~2021 |
| 미첼 산체스                  | 2021 ~    |

## 성적

### 최고 성적
- 라리가 2023-2024 3위 (창단 첫 UCL 진출이자 첫 유럽 클럽 대항전 진출)
- 코파 델 레이 8강 ( 2018-19, 2023-24)